# Zaki al-Ghul
Zaki al-Ghul (árabe: زكي الغول) foi um político Palestino com base na Jordânia. Desde 1999, ele atuou como  prefeito titular de Jerusalém Oriental.
Devido ao forçamento de desligar de todos os conselhos relacionados a Jerusalém Leste serviços municipais por parte das forças Israelenses, al-Ghul possui o que constitui uma questão puramente formal, posição ou título, sem qualquer prática ou real autoridade.